# Igor Kostine
Pour les articles homonymes, voir Kostine.
Igor Kostine est un ingénieur et photographe moldave et ukrainien né le 27 décembre 1936 à Kichinev (Moldavie) et mort le 9 juin 2015  à Kiev.
Il est surtout connu pour avoir photographié la catastrophe nucléaire de Tchernobyl en 1986.

## Biographie
Son père mourut à Chișinău lors de la Seconde Guerre mondiale.
Igor Kostine fut tout d'abord ingénieur mécanicien de 1955 à 1972, puis choisit de devenir photographe. Il rentre à l'agence de presse Novosti en 1974. Sa vie bascule le 26 avril 1986. Il devient mondialement célèbre pour avoir pris les premières photos publiques de la catastrophe nucléaire de Tchernobyl (Ukraine) lors d'un survol en hélicoptère, puis à plusieurs reprises, durant de longues minutes, le travail des liquidateurs sur le toit extrêmement contaminé de la centrale, alors que ceux-ci n'y restaient que 40 secondes.
Il prend également de nombreuses images, diffusées largement dans le monde, qui montrent les dévastations de l'explosion et les problèmes issus de la contamination des humains et des animaux par la radioactivité. Ses photos comprennent celles de nombreux animaux malformés dans la région de Tchernobyl.
Pour ces actes de bravoure, il est cité à l'ordre du mérite.
En 1990, l'agence de presse italienne Imago organise la première exposition de ses photos à Milan et en profite pour revendre ses négatifs à l'agence Sygma en France, Il se battra pour les récupérer.
Il meurt à l'âge de 78 ans, lors d'un accident de la route à Kiev.

## Album paru en langue française
- Igor Kostine, Tchernobyl, confessions d'un reporter, éditions les Arènes, 2006, 240 p.  (ISBN 2-912485-97-5)